# Herington
Herington è un comune degli Stati Uniti d'America, situato nello Stato del Kansas, nella contea di Dickinson.

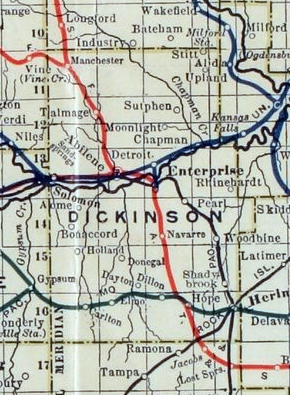
Mappa del 1915

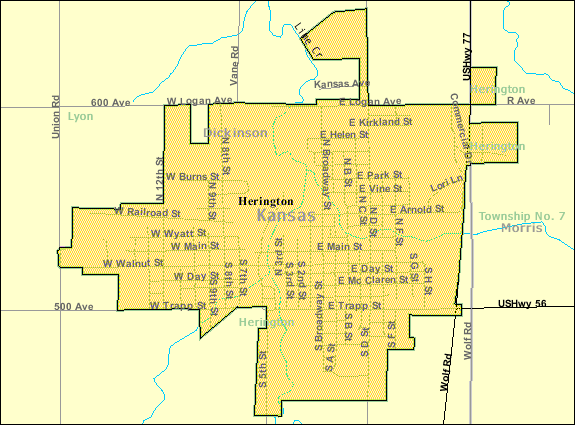
dettaglio planimetrico della città

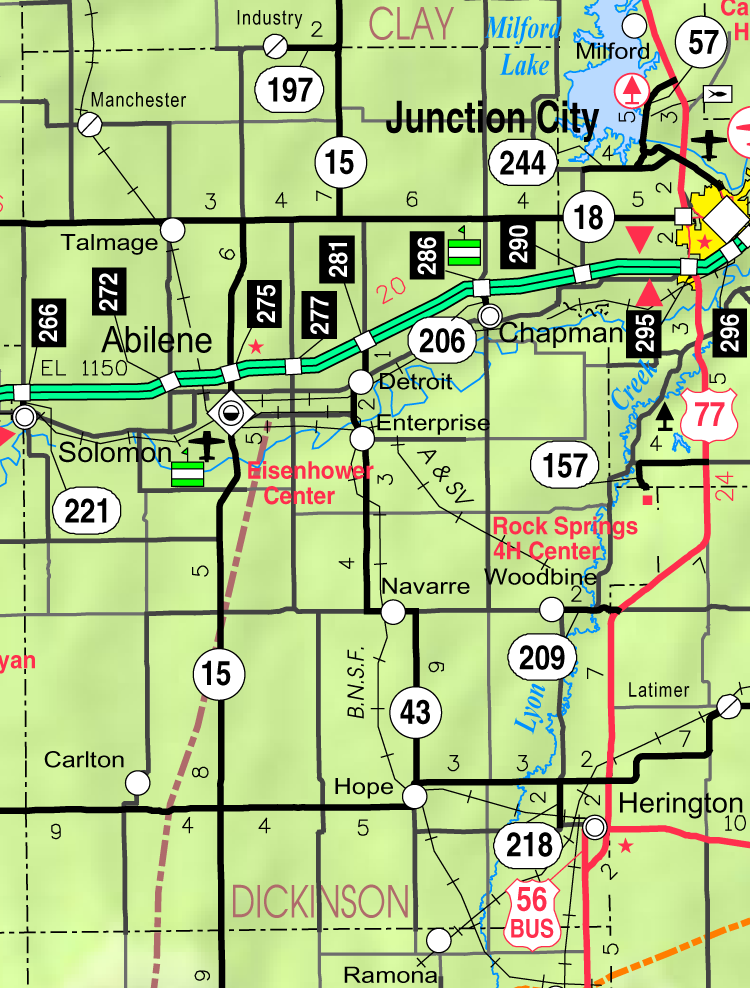